# Liste der Kulturdenkmale in Bärenstein (Plauen)

Lage des Stadtteils Bärenstein in Plauen

In der Liste der Kulturdenkmale in Bärenstein sind die Kulturdenkmale des Plauener Stadtteils Bärenstein verzeichnet, die bis September 2024 vom Landesamt für Denkmalpflege Sachsen erfasst wurden (ohne archäologische Kulturdenkmale). Die Anmerkungen sind zu beachten.
Diese Aufzählung ist eine Teilmenge der Liste der Kulturdenkmale in Plauen.

## Liste der Kulturdenkmale in Bärenstein
| Bild                                    | Bezeichnung | Lage                            | Datierung                      | Beschreibung | ID       |
| --------------------------------------- | --- | ------------------------------- | ------------------------------ | --- | -------- |
|                                         | Villa mit Villengarten, Einfriedung und Gartenpavillon | Am Bärenstein 6 (Karte)         | Um 1920                        | Baugeschichtliche und stadtentwicklungsgeschichtliche Bedeutung. - Villa: zweigeschossiger, aufwändig gegliederter Putzbau mit zeittypischem steilen Walmdach, portikusartige Konstruktion mit großem Balkon zur Gartenseite - Garten: zeittypische Anlage aus der Erbauungszeit der Villa, entlang der Einfriedung Weiß- und Rotdorn, weiterhin einige Koniferen, Terrassengarten mit Wasserbecken, Gartengestaltung teilweise durch neuere Wegepflasterung und Schaffung von Parkmöglichkeiten verändert | 09246911 |
|                                         | Villa | Am Bärenstein 8 (Karte)         | Um 1915                        | Pittoreskes Bauwerk mit Eckturm, Einfluss von Reformstil und Landhausstil, baugeschichtlich von Bedeutung. Vielgliedriger und unregelmäßiger Grund- und Aufriss (polygonaler Eckturm, Wintergarten, Loggia, übergiebelter neobarocker Seitenrisalit etc.), Sockelgeschoss mit Bossenquaderung, heterogene Dachlandschaft. | 09246926 |
|                                         | Wohnhaus mit Garage und Resten der Einfriedung | Am Bärenstein 11 (Karte)        | 1957                           | Villenartiger Putzbau mit Einflüssen des Heimatstils, für Nachkriegszeit und Ort ungewöhnlicher Bau, exemplarischer Wert. Eingeschossig, Walmdach mit mittig angeordnetem Dachhecht, altdeutsche Schieferdeckung, Hauseingang in Mitte Traufseite mit Türeinfassung aus Theumaer Schiefer, neben Eingang schmale Rechteckfenster mit Vergitterung, weiter zweiflügelige Rechteckfenster mit Sprossenteilung und Fensterläden. Bau symmetrisch und ausgewogen gestaltet, Dach weiter Dachüberstand, Garage auch mit schiefergedecktem Walmdach. | 09246927 |
| Direkt Bild zu diesem Denkmal hochladen | Keller | Dobenaustraße (Karte)           | Vor 1800                       | In Felsen gehauener, ca. 25 m tiefer Gang | 09247440 |
| Direkt Bild zu diesem Denkmal hochladen | Kelleranlage | Dobenaustraße 69 (Karte)        | Vor 1800                       | Hinter dem Wohnhaus befindlicher, in den Felsen gehauener, ca. 40 m tiefer Keller, ursprünglich zu einer Brauerei gehörend | 09247441 |
| Direkt Bild zu diesem Denkmal hochladen | Felsenkeller der ehemaligen Aktienbrauerei | Dobenaustraße 83 (Karte)        | Um 1900                        | Große, teilweise in den Felsen gehauene historische Kelleranlage. Vermutlich zur Lagerung des Bieres erbaut, teilweise in Felsen hineingehauen, teilweise Ziegelmauerwerk, verschiedene Gänge mit Stichkappen. | 09246946 |
|                                         | Mietshaus in geschlossener Bebauung | Dobenaustraße 104 (Karte)       | 1902                           | Repräsentativer Klinkerbau der Stadterweiterung, baugeschichtliche Relevanz. Teil eines gleichartigen Straßenzuges, viergeschossiger gelber Klinkerbau mit Putz-Erdgeschoss, als Mittelachse über dem Eingang ansetzend viergeschossiger und dreiachsiger Erker, dessen Abschluss einen bekrönenden Dachausbau darstellt, leicht veränderte Gauben, Zierrat des Baues aus Gussstein, Fensterbrüstungen mit neugotischer Ornamentik, im ersten Obergeschoss z. B. Dreipass und Reliefs, Freitreppe führt die Böschung hoch zum Eingang. | 09246930 |
|                                         | Mietshaus in quasi halboffener Bebauung | Dobenaustraße 105 (Karte)       | 1900                           | Bestandteil einer aufwändig gestalteten Häuserzeile, Baugesellschaftsbau, u. a. baugeschichtliche und ortsentwicklungsgeschichtliche Bedeutung. Dreigeschossiger gelber Klinkerbau auf Zyklopensockel, stark mit weißen Putzelementen gegliedert, Erdgeschoss mit zentralem Eingang mit gerader Verdachung, die Fenster mit Segmentbogenöffnungen, drei Putzbänder plus Sockelgesims und Gurtgesims zu den Obergeschossen betonen die Waagerechte, die Obergeschosse mit geraden Fensterstürzen, Bekrönung durch Ziegelbögen sowie mittig mit Dreiecken, stark markierte Konsolen, Fries unter Traufgesims mit Putzfeldern, ursprüngliches Zwerchhaus nicht erhalten, die Gaupen vergrößert. | 09246945 |
|                                         | Mietshaus in geschlossener Bebauung | Dobenaustraße 106 (Karte)       | Bezeichnet mit 1903            | Repräsentativer Bestandteil einer Häuserzeile der Stadterweiterung, baugeschichtliche Bedeutung. Viergeschossig, Fassade in Klinker-Putz-Mischbauweise, Erdgeschoss und erstes Obergeschoss mit kräftiger Putznutung, drittes und viertes Obergeschoss mit rotem Klinker, die zwei linken Achsen als Dachhaus und fünftes Obergeschoss, die Mittelachse betont durch zweigeschossigen kräftigen Erker, der mittels Portikus (Arkatur) in der Eingangszone des Erdgeschosses gestützt wird und im vierten Obergeschoss polygonal und mit welscher Haube ausläuft (hier bauliche Veränderungen), alle Öffnungen (die zwei unteren Geschosse segmentbogig, darüber gerader Sturz, Dachhaus Rundbogen) gediegen mit zeittypischem Zierrat bekrönt, bezeichnet mit „F G 1903“. | 09246931 |
|                                         | Mietshaus in geschlossener Bebauung | Dobenaustraße 107 (Karte)       | 1900                           | Bestandteil einer aufwändig gestalteten Häuserzeile, Baugesellschaftsbau, u. a. baugeschichtliche und ortsentwicklungsgeschichtliche Bedeutung. Dreigeschossiger gelber Klinkerbau auf Zyklopensockel, stark mit weißen Putzelementen gegliedert, Erdgeschoss mit zentralem Eingang mit gerader Verdachung, die Fenster mit Segmentbogenöffnungen, drei Putzbänder plus Sockelgesims und Gurtgesims zu den Obergeschossen betonen die Waagerechte, die Obergeschosse mit geraden Fensterstürzen, Bekrönung durch Ziegelbögen sowie mittig mit Dreiecken, stark markierte Konsolen, Fries unter Traufgesims mit Putzfeldern, zentrales Zwerchhaus mit Obelisk krönt das Gebäude. | 09246944 |
|                                         | Mietshaus in geschlossener Bebauung und Ecklage | Dobenaustraße 108 (Karte)       | 1902                           | Repräsentativer Bestandteil einer Häuserzeile der Stadterweiterung, baugeschichtliche Bedeutung. Viergeschossiger gelber Klinkerbau mit Putzelementen, Eckerker über vier Geschosse ab erstem Obergeschoss, endet mit Pyramidendach, weiterer dreigeschossiger Erker, Fensterbrüstungen im ersten Obergeschoss geschmückt durch Dreipass, im Erdgeschoss Fensterabschluss durch Vorhangbögen, reich verzierte Holzveranda, Gaupen mit schönem Schwebegiebel. | 09246932 |
|                                         | Mietshaus in geschlossener Bebauung | Dobenaustraße 109 (Karte)       | 1900                           | Bestandteil einer aufwändig gestalteten Häuserzeile, Baugesellschaftsbau, u. a. baugeschichtliche und ortsentwicklungsgeschichtliche Bedeutung. Dreigeschossiger gelber Klinkerbau auf Zyklopensockel, stark mit weißen Putzelementen gegliedert, Erdgeschoss mit zentralem Eingang mit gerader Verdachung, die Fenster mit Segmentbogenöffnungen, drei Putzbänder plus Sockelgesims und Gurtgesims zu den Obergeschossen betonen die Waagerechte, die Obergeschosse mit geraden Fensterstürzen, Bekrönung durch Ziegelbögen sowie mittig mit Dreiecken, stark markierte Konsolen, Fries unter Traufgesims mit Putzfeldern, zentrales Zwerchhaus mit Obelisk krönt das GebäudeLadeneinbau und unpassende Haustür. | 09246943 |
|                                         | Mietshaus in geschlossener Bebauung | Dobenaustraße 111 (Karte)       | 1900                           | Bestandteil einer aufwändig gestalteten Häuserzeile, Baugesellschaftsbau, u. a. baugeschichtliche und ortsentwicklungsgeschichtliche Bedeutung. Dreigeschossiger gelber Klinkerbau auf Zyklopensockel, stark mit weißen Putzelementen gegliedert, Erdgeschoss mit zentralem Eingang mit gerader Verdachung, die Fenster mit Segmentbogenöffnungen, drei Putzbänder plus Sockelgesims und Gurtgesims zu den Obergeschossen betonen die Waagerechte, die Obergeschosse mit geraden Fensterstürzen, Bekrönung durch Ziegelbögen sowie mittig mit Dreiecken, stark markierte Konsolen, Fries unter Traufgesims mit Putzfeldern, zentrales Zwerchhaus mit Obelisk krönt das Gebäude. | 09246942 |
|                                         | Mietshaus in geschlossener Bebauung | Dobenaustraße 113 (Karte)       | 1900                           | Bestandteil einer aufwändig gestalteten Häuserzeile, Baugesellschaftsbau, u. a. baugeschichtliche und ortsentwicklungsgeschichtliche Bedeutung. Dreigeschossiger gelber Klinkerbau auf Zyklopensockel, stark mit weißen Putzelementen gegliedert, Erdgeschoss mit zentralem Eingang mit gerader Verdachung, die Fenster mit Segmentbogenöffnungen, drei Putzbänder plus Sockelgesims und Gurtgesims zu den Obergeschossen betonen die Waagerechte, die Obergeschosse mit geraden Fensterstürzen, Bekrönung durch Ziegelbögen sowie mittig mit Dreiecken, stark markierte Konsolen, Fries unter Traufgesims mit Putzfeldern, zentrales Zwerchhaus mit Obelisk krönt das Gebäude. | 09246941 |
|                                         | Vier Wohnhäuser in geschlossener Bebauung | Dobenaustraße 115 (Karte)       | 1930                           | Als Teil eines gleichartig gestalteten Straßenzuges der Klassischen Moderne von besonderer baugeschichtlicher Bedeutung und städtebaulicher Relevanz siehe auch Haußnerstraße 2, 4, 6. Schlichter Putzbau ohne Zierrat, dreigeschossig, Sockel rotglasierte Ziegel, bildet Einheit mit Nachbarhaus. | 09246933 |
|                                         | Fassade und Freitreppenanlage mit Skulpturen einer ehemaligen Villa, heute Bethanienkrankenhaus                                                                        | Dobenaustraße 130 (Karte)       | 1923                           | Qualitätvoller neoklassizistischer Putzbau, u. a. von baugeschichtlicher und baukünstlerischer Bedeutung. Zweigeschossiger „palladianischer“ Villen-Putzbau auf quadratischem Grundriss, mit zweiläufiger Freitreppe, die vom Garten auf das Eingangsplateau führt, hier Balustrade, Vasen und Putti. Der Mittelteil der Fassade besteht aus jeweils drei Fensterachsen pro Geschoss, die durch vier kannelierte ionische Kolossalsäulen straff zusammengefasst werden, zwischen den Fenstern Putzspiegel mit Medaillons, kräftiges Traufgesims, leicht überstehendes Walmdach (dessen Sichtgebälk wie Zahnschnitt wirkt) mit zentraler breiter Rechteckgaupe, seitlich der Säulenkonstruktion jeweils gerade verdachter Eingang, darüber je ein mit dem Traufgesims abschließendes Fenster. 1930 Umbau zur Privatklinik, 1947 Diakonissenheim Bethanien. Wegen zahlreicher Anbauten außen und Umbauten auch im Innern ist nur noch die genannte Fassade, zu der die Freitreppe und die Skulpturen zu rechnen sind, schützenswert. | 09246907 |
|                                         | Gedenktafel | Engelstraße 15 (Karte)          | 1988                           | Zur Erinnerung an die zerstörte Synagoge an diesem Standort. Inschrift: „Hier stand die Synagoge der israelitischen Religionsgemeinschaft zu Plauen. Geweiht am 6.4.1930, zerstört in der Nacht vom 9. zum 10.11.1938 durch die Faschisten.“. Geschichtlich von Bedeutung. | 09305824 |
| Weitere Bilder                          | Friedensbrücke, das Syratal überspannend (ehemals Ebertbrücke und Friedrich-August-Brücke)                                                                             | Friedensstraße (Karte)          | 1903–1905                      | Größte freispannende Steinbogenbrücke Deutschlands, technikgeschichtliche und stadtgeschichtliche Bedeutung als Verbindung zwischen zwei vormals getrennten Stadtteilen. Entworfen und errichtet 1903–05 von Liebold & Co. im Verein mit der Stadtbauverwaltung Plauen. Die Firma von Bernhard Liebold (1843–1916) stammte aus Holzminden und war spezialisiert auf Brückenbauwerke und die Herstellung von Portlandzement. Mit dem Hauptbogen von 90 m und zwei Nebenbögen von je 13,20 m Spannweite sowie 18 m Höhe war sie die größte freispannende Steinbogenbrücke Deutschlands und bis 1945 die Brücke mit der weitesten Wölbung überhaupt; daher besondere technikgeschichtliche sowie stadtgeschichtliche Bedeutung. Mit antikisierenden Bogen, großem Treppenaufgang und Bruchsteinverkleidung. | 09245840 |
| Weitere Bilder                          | Sichtschutzwand | Friedensstraße 10 (bei) (Karte) | 1970er-Jahre                   | Aus ornamental komponierten Betonelementen, Zeugnis der Gestaltung im öffentlichen Raum zur DDR-Zeit. Ca. 3 m hoch, ca. 20 m entlang der Straße, dann weitere 15 m abknickend. Die relativ kleinen Elemente zu Kreisen, Rauten und Floralem geformt. Womöglich Produkt der Genossenschaft Kunst am Bau (Adler und Kracht). | 09306600 |
| Weitere Bilder                          | Ehemalige Spitzenfabrik Paul Seidel in halboffener Bebauung | Friedensstraße 12 (Karte)       | 1911                           | Im Reformstil errichtet, ortsgeschichtliche und baugeschichtliche Bedeutung. Dreigeschossiger verputzter Ziegelbau auf hohem Sockel, eventuell Stahlskelettkonstruktion. Mit zusätzlichem vierten Geschoss im Dachbereich zur Straßenseite, reformstilige Aufhebung der Symmetrien, u. a. durch mit Dreiecksgiebel bekröntem Treppenhausrisalit (mit der Treppe folgenden stufigen Fensteröffnungen), auf derselben Seite durch flachen dreiachsigen Segmentbogenerker, auf der Straßenseite durch besagten Dachausbau sowie durch sich im ersten und zweiten Obergeschoss erstreckenden Polygonalerker mit Balkonabschluss. Erdgeschoss bestimmt durch mehrere große Thermenfenster. Heterogene Dachlandschaft auf Walmbasis. Einige Putz-Stuck-Ornamentfelder (Kartuschen). Architektonischer Bezug auf das Nachbargebäude (Nr. 10), das die gleiche Funktion hatte. | 09306599 |
|                                         | Ehemaliges Geschäftshaus der Stickerei-Manufaktur Johannes Singer in geschlossener Bebauung                                                                            | Friedensstraße 30 (Karte)       | 1909                           | Später Verkaufszentrale der Falkensteiner Gardinenweberei und Bleicherei Kley van Delden, dominanter bildprägender Putzbau, baugeschichtliche und ortsgeschichtliche Bedeutung. Viergeschossiger Putzbau mit Stahlskelettkonstruktion, Erdgeschoss und Sockel aus dunklem Werkstein, Obergeschosse zwei Reihen Triplefenster, kräftiges Gurtgesims trennt optisch das oberste Geschoss ab, weiteres Gurt/- Traufgesims, die Ecksituation beherrschender Volutengiebel zitiert Deutsche Renaissance, sechs stehende Gaupen, im Bereich der Obergeschosse Pilastergliederung, hier und auch darüber Putzflächen mit Schmuckmedaillons, Bau von guten Proportionen, mit starkem Einfluss des zeitgenössischen Reformstils, Erweiterungsbau Weststraße 56 in der Gestaltung angeglichen. | 09246913 |
| Weitere Bilder                          | Industrie- und Handelskammergebäude (mit Büroräumen, Konferenzräumen und Gaststätte)                                                                                   | Friedensstraße 32 (Karte)       | 1913–1914                      | Repräsentatives, architektonisch qualitätvolles Gebäude mit reicher originaler Innenausstattung, vom bekannten Architektenbüro William Lossow & Max Hans Kühne, Dresden (1913/14). Verwaltungsgebäude von ortshistorischem Wert. Zweiflügelige neobarocke Anlage über L-förmigem Grundriss, mit hellem Verputz, zweigeschossige mit großen Rundbogenöffnungen im Erdgeschoss. Die verschieden hohen Flügel mit Walmdächern verbunden durch zentralen Kuppelbau (Rotunde) mit kolossalen Rundbogenöffnungen, über kräftigem Gurtgesims Attika mit Schmuckfries, darin Okuli, die durch Girlandenstuck und Rollwerk verbunden sind, Aufschrift: „Handelskammer“. An der Hauptfassade weitere Gliederung durch Portikus mit 4×1-bogiger Arkatur, in dunklerem Sandstein gehalten. Kleine stehende Gaupen enden direkt über der Traufe. Innenausstattung: großzügige Eingangshalle, tonnengewölbte Gänge, kleiner und großer Saal mit reich gegliederter Kassettendecke, Wandverkleidungen und geschnitzter Holzempore, Heizungsverkleidungen mit originalem Gitter. | 09245960 |
| Weitere Bilder                          | Ehemaliges Wohn- und Geschäftshaus in halboffener Bebauung und in Ecklage, später Fabrikgebäude (ehemals Stickerei- und Spitzenfabrik A. L. Lorenz)                    | Friedensstraße 58, 60 (Karte)   | 1912                           | Entworfen von Curt Prager für den Stickerei- und Spitzenfabrikanten A.L. Lorenz. Qualitätvoll gestaltetes Gebäude von baugeschichtlicher und ortsgeschichtlicher Relevanz, auch städtebaulich von Bedeutung. Fünfgeschossiger horizontal ausgerichteter Putzbau, Sockel und Erdgeschoss zusammengefasst, mit darauf aufragenden drei Vollgeschossen unter einem leicht gebrochenen Dach, bereichert durch den eckbetonenden Runderker und zwei flache mehrachsige Erker, einer davon segmentrund, darüber in der Dachzone stilisierte „welsche“ Giebel; Hauseingang als Portikus, im Erdgeschoss rustizierte Lisenen, der Putz der Obergeschosse mit Kassettierungen. Nach 1935 Gardinen-, danach Damenwäschefabrik. | 09245842 |
|                                         | Villa mit Resten der Einfriedung | Gabelsbergerstraße 11 (Karte)   | 1905                           | Herrschaftliche Formensprache, baugeschichtliche und ortsentwicklungsgeschichtliche Qualität. Zweigeschossiger Putzbau mit hohem rustikalen Sockel, mit Walmdach, darin einschneidend das Satteldach der Bekrönung des zur Straße dominanten Seitenrisalits, dieser erkerartig mit Triplefenstern in beiden Geschossen und im Traufbereich mit segmentbogigem Balkongeländer abgeschlossen, schräg darüber Dachhaus mit Dreiecksgiebel, darin Lünette als Thermenfenster, die beidgeschossigen Fensterbekrönungen durch elegante Putzornamentik, zusätzliches umlaufendes Schmuckband mit Eierstäben auf Kniestockhöhe, das Erdgeschoss ansonsten mit markantem Bogenfenster, darüber im Obergeschoss eines mit geradem Sturz, Freitreppe führt zu seitlichem überdachtem Eingang, die originale Einfriedung nur in Resten vorhanden. | 09246947 |
|                                         | Villa und straßenseitige Einfriedung | Gutenbergstraße 1 (Karte)       | 1901                           | Einflüsse von Landhaus- und Jugendstil, baugeschichtliche Bedeutung. Zweigeschossiger Putzbau auf Klinkersockel mit heterogenem Grund- und Aufriss, vielgestaltige Dachlandschaft mit mehreren großen Schmuckgiebeln als Krönung von Erkern und Risalitenmeist mit Zierfachwerk, aber auch als lisenengegliederte Putzgiebel mit Jugendstilornament, Haustür original, Eingangsgestaltung aufwändig mit floralem Dekor. | 09246950 |
|                                         | Mietshaus in halboffener Bebauung, Teil eines Doppelmietshauses | Gutenbergstraße 10 (Karte)      | 1903                           | Bereits mit Reformstilmerkmalen, bildprägend, baugeschichtlich von Bedeutung. Drei- bis viergeschossiger Putz-Klinker-Bau mit sehr heterogenem Aufriss, über roter Klinkerzone im Sockelbereich und halbem Hochparterrebereich ockerfarbene Putzgestaltung, segmentbogige und geradsturzige Öffnungen wechseln sich ab, auch innerhalb der Geschosse, die Dachzone markiert durch zwei dominante, mit Zierfachwerk versehene, von überstehenden Krüppelwalmdächern bedeckte Giebel, im zweiten Obergeschoss zusätzlich Wintergarten mit Zierfachwerk, das Dach kulminiert in zentraler welscher Haube, die Putzflächen mit kolossaler Pilastergliederung und floralen, vom Jugendstil beeinflussten Flächen. | 09246949 |
|                                         | Mietshaus in halboffener Bebauung, Teil eines Doppelmietshauses | Gutenbergstraße 12 (Karte)      | 1903                           | Bereits vom Landhausstil beeinflusst, baugeschichtliche Bedeutung. Dreigeschossig plus Dach- und Sockelausbauten, roter Klinker bis zum halben Hochparterre, darüber heller Putz mit gelber Kolossal-Lisenengliederung, jede der offenen Seiten des Hauses wird von einem Giebel bekrönt, einmal mit Krüppelwalmdach, einmal mit Satteldach, beide überstehend und mit Zierfachwerk, die hauptseite wird zusätzlich akzentuiert durch tiefen dreigeschossigen, in der Höhe nach vorn springenden Erker (Altan), ebenfalls mit überstehendem Satteldach bedeckt, seitlicher Hauseingang mit Stabprofil, rundbogige zweiflügelige Haustür mit Oberlicht, der straßenseitige Erker/Mittelrisalit durch Segmentbogenfenster hervorgehoben. | 09246948 |
|                                         | Mietshaus in geschlossener Bebauung | Hainstraße 4 (Karte)            | 1899                           | Bildprägender Teil einer einheitlich gestalteten Mietshauszeile, baugeschichtliche Bedeutung. Dreigeschossiger gelber Klinkerbau auf rotem Klinkersockel, in seinen Jochen zur Straßenecke als Putzbau verändert, prägendes Gurtgesims aber erneut durchgezogen, Kopfbau der auch städtebaulich prägnanten Siedlungszeilen der Hainstraße und Hausnerstraße, Bestandteil des ortsentwicklungsgeschichtlich wichtigen Straßenzuges, 1950 Beseitigung der Bombenschäden durch Paul Gölitz. | 09246892 |
|                                         | Mietshaus in geschlossener Bebauung | Hainstraße 6 (Karte)            | Um 1895                        | Teil einer einheitlich gestalteten, stadtentwicklungsgeschichtlich bedeutenden Mietshauszeile. Viergeschossiger gelber Klinkerbau auf rotem Sockel, die recht flache Fassade im Erdgeschoss durch Segmentbogenöffnungen und vier engstehende helle Putzbänder dazwischen definiert, über den Fenstern Stuckknospen, der große Eingang mittig, die drei Obergeschosse über Gurtgesims mit geraden, putzverdachten und mit grün glasierten Ziegeln versehenen Fensterstürzen, die Mittelachsen zusätzlich mit Dreiecksgiebeln (erstes Obergeschoss) und Halbbögen (zweites Obergeschoss) markiert, kräftiges Traufgesims durch Kragsteine, in der Dachzone zentrale stehende Gaupe mit Sprenggiebel als wichtiges Gestaltungselement, die ganze Häuserzeile durch die gleichen Fassaden gekennzeichnet. | 09246893 |
|                                         | Mietshaus in geschlossener Bebauung | Hainstraße 8 (Karte)            | 1896                           | Teil einer einheitlich gestalteten, stadtentwicklungsgeschichtlich bedeutenden Mietshauszeile, Beschreibung siehe Hainstraße 6 | 09246894 |
|                                         | Mietshaus in jetzt halboffener Bebauung | Hainstraße 10 (Karte)           | 1896                           | Teil einer einheitlich gestalteten, stadtentwicklungsgeschichtlich bedeutenden Mietshauszeile, Beschreibung siehe Hainstraße 6 | 09246895 |
|                                         | Mietshaus in jetzt halboffener Bebauung | Hainstraße 14 (Karte)           | 1896                           | Teil einer einheitlich gestalteten, stadtentwicklungsgeschichtlich bedeutenden Mietshauszeile. 1896 nach Entwurf des Architekten Carl Fischer für die Baugesellschaft im Vogtland m. b. H. entworfen und gebaut. Annähernd zeitgleich entstanden auch Mietshäuser ähnlicher Gestaltung in der Dobenaustraße, Hainstraße und Haußnerstraße. Die Gebäude dieser Straßenzüge weisen eine völlig identische oder annähernd identische Gestaltung auf. In der Hainstraße handelt es sich um viergeschossige gelbe Klinkerbauten, deren Sockel mit roten Klinkern verkleidet worden. Die Fassaden werden durch Putzbänder und grünglasierte Ziegel dekoriert, die Hausmitte wird gestalterisch hervorgehoben durch Dreieckgiebelverdachungen bzw. Segmentbogenverdachungen. Kräftige profilierte Gurtgesimse bilden eine horizontale Gliederung. Das Kranzgesims wird durch Kragsteine gestützt. Auf den Satteldächern weitgehend originale Gauben mit Satteldächern, deren Blendgiebel gestalterisch aufwendig (u. a. verbrochener Dreieckgiebel) gestaltet wurden. Bemerkenswert ist die einheitliche Gestaltung der Straßenzüge, die an die spätere Siedlungsarchitektur erinnern. Der Denkmalwert dieses Mietshauses sowie der benachbarten Gebäude gleicher Bauart ergibt sich aus der baugeschichtlichen und stadtentwicklungsgeschichtlichen/städtebaulichen Bedeutung. | 09246896 |
|                                         | Mietshaus in geschlossener Bebauung | Hainstraße 16 (Karte)           | 1896                           | Teil einer einheitlich gestalteten, stadtentwicklungsgeschichtlich bedeutenden Mietshauszeile, Beschreibung siehe Hainstraße 6 | 09246897 |
|                                         | Mietshaus in geschlossener Bebauung | Hainstraße 18 (Karte)           | 1896                           | Teil einer einheitlich gestalteten, stadtentwicklungsgeschichtlich bedeutenden Mietshauszeile, Beschreibung siehe Hainstraße 6 | 09246898 |
|                                         | Mietshaus in geschlossener Bebauung | Hainstraße 20 (Karte)           | 1896                           | Teil einer einheitlich gestalteten, stadtentwicklungsgeschichtlich bedeutenden Mietshauszeile, Beschreibung siehe Hainstraße 6 | 09246899 |
|                                         | Mietshaus in geschlossener Bebauung | Hainstraße 22 (Karte)           | 1896                           | Teil einer einheitlich gestalteten, stadtentwicklungsgeschichtlich bedeutenden Mietshauszeile, Beschreibung siehe Hainstraße 6 | 09246900 |
|                                         | Mietshaus in geschlossener Bebauung | Hainstraße 24 (Karte)           | 1896                           | Teil einer einheitlich gestalteten, stadtentwicklungsgeschichtlich bedeutenden Mietshauszeile, Beschreibung siehe Hainstraße 6 | 09246901 |
|                                         | Mietshaus in geschlossener Bebauung | Hainstraße 26 (Karte)           | 1896                           | Kopfbau einer einheitlich gestalteten, stadtentwicklungsgeschichtlich bedeutenden Mietshauszeile. Viergeschossiger gelber Klinkerbau auf rotem Sockel, die Fassade im Erdgeschoss durch Segmentbogenöffnungen und vier engstehende helle Putzbänder dazwischen definiert, über den Fenstern Stuckknospen, der große Eingang mittig, die drei Obergeschosse über Gurtgesims mit geraden, putzverdachten und mit grün glasierten Ziegeln versehenen Fensterstürzen, die Mittelachsen zusätzlich mit Dreiecksgiebeln (erstes Obergeschoss) und Halbbögen (zweites Obergeschoss), kräftiges Traufgesims durch Kragsteine, markant der insgesamt fünfgeschossige, flach abgeschlossene Eckbau mit Eckrustika, der Bau wird um die Ecke weiter geführt. | 09246902 |
|                                         | Wohnhaus in offener Bebauung, Gartenpavillon sowie Garten und Einfriedung                                                                                              | Hartmannstraße 14 (Karte)       | 1930                           | Holzhaus der Enno Zimmermann GmbH, anspruchsvoll gestaltetes Eigenheim in Fertigteilbauweise von großer baugeschichtlicher Bedeutung. - Wohnhaus: vermutlich Holzblockbauweise oder Fertigteilhaus, großes anderthalbgeschossiges Gebäude mit Satteldach, schöne Gaube mit Walmdach, Erdgeschoss, weiterhin Kniestock mit senkrechter Verschalung, zweijochiger überdachter Balkon, Fenster im Giebeldreieck in Rhombenform, zwei Eckerker mit polygonalem Grundriss, Wintergarten, Fensteröffnungen mit Fensterläden, Fenster original, lediglich Dachdeckung verändert, steiles Satteldach - Gartenlaube: eingeschossige geschlossene Holzlaube über annähernd quadratischem Grundriss - Garten: Nebenanlage, entlang der Außenzäune Großgrün u. a. Platanen, Ahorn, Eiche aus der Erbauungszeit des Hauses, ansonsten keine nennenswerte Reste der Gartenanlage erkennbar, kein Gartendenkmal - Einfriedung: Holzzaun teilweise mit Granitzaunssäulen, vermutlich noch bauzeitlich, Nebenanlage | 09246954 |
|                                         | Mietshaus in geschlossener Bebauung in Ecklage | Haußnerstraße 1 (Karte)         | 1902                           | Bildprägender Bau von baugeschichtlicher Bedeutung, Bestandteil einer einheitlichen Baugesellschafts-Häuserzeile. Dreigeschossiger gelber Klinkerbau auf rustikalem dunklen Sockel, der Bau bekrönt mit dominantem zweigeschossigen Giebel mit Aufbau, fünf Achsen segmentbogiger Öffnungen, das Erdgeschoss durch helle Putzbänder waagerecht betont, kräftiges Gurtgesims trennt das Erdgeschoss von den Obergeschossen, hier jeweils nur ein Putzband sowie Dreiecksbekrönungen der zweiten (Eingangs-)achse. | 09246940 |
|                                         | Vier Wohnhäuser in geschlossener Bebauung | Haußnerstraße 2 (Karte)         | 1930                           | Als Teil eines gleichartig gestalteten Straßenzuges der Klassischen Moderne von besonderer baugeschichtlicher Bedeutung und städtebaulicher Relevanz. Viergeschossig mit flach gedecktem, zentralem prägendem Eckturm im Sinne einer Stadtkrone, gestaltet durch vier skulpturale, große Balkone über Eck und „Attika“-Oculi, Putzbau mit fast bündigen liegenden Fenstern. | 09246933 |
|                                         | Mietshaus in geschlossener Bebauung in Ecklage | Haußnerstraße 3 (Karte)         | 1902                           | Bildprägender Bau von baugeschichtlicher Bedeutung, Bestandteil einer einheitlichen Baugesellschafts-Häuserzeile. Dreigeschossiger gelber Klinkerbau auf rustikalem dunklen Sockel, der Bau bekrönt mit dominantem zweigeschossigen Dreiecksgiebel, sieben Achsen segmentbogiger Öffnungen, das Erdgeschoss durch helle Putzbänder waagerecht betont, kräftiges Gurtgesims trennt das Erdgeschoss von den Obergeschossen, hier jeweils nur ein Putzband sowie Dreiecksbekrönungen der Mittelachse. | 09246939 |
|                                         | Vier Wohnhäuser in geschlossener Bebauung | Haußnerstraße 4 (Karte)         | 1930                           | Als Teil eines gleichartig gestalteten Straßenzuges der Klassischen Moderne von besonderer baugeschichtlicher Bedeutung und städtebaulicher Relevanz. Teil eines städtebaulich geplanten Gebäudeensembles, dreigeschossiger Putzbau, mittig Treppenhausfenster angeordnet, stehende Rechteckfenster, Fassade durch Reihung Fenster geprägt, Putzbau, hoher Klinkersockel, flachgeneigtes Satteldach. | 09246933 |
|                                         | Mietshaus in geschlossener Bebauung in Ecklage | Haußnerstraße 5 (Karte)         | 1902                           | Bildprägender Bau von baugeschichtlicher Bedeutung, Bestandteil einer einheitlichen Baugesellschafts-Häuserzeile. Dreigeschossiger gelber Klinkerbau auf rustikalem dunklen Sockel, der Bau bekrönt mit dominantem zweigeschossigen geschweiftem Giebel mit Aufbau, sieben Achsen segmentbogiger Öffnungen, das Erdgeschoss durch helle Putzbänder waagerecht betont, kräftiges Gurtgesims trennt das Erdgeschoss von den Obergeschossen, hier jeweils nur ein Putzband sowie Dreiecksbekrönungen der Mittelachse. | 09246938 |
|                                         | Vier Wohnhäuser in geschlossener Bebauung | Haußnerstraße 6 (Karte)         | Um 1930                        | Als Teil eines gleichartig gestalteten Straßenzuges der Klassischen Moderne von besonderer baugeschichtlicher Bedeutung und städtebaulicher Relevanz. Teil eines städtebaulich geplanten Gebäudeensembles, dreigeschossiger Putzbau, mittig Treppenhausfenster angeordnet, stehende Rechteckfenster, Fassade durch Reihung Fenster geprägt, Putzbau, hoher Klinkersockel, flachgeneigtes Satteldach. | 09246933 |
|                                         | Mietshaus in halboffener Bebauung | Haußnerstraße 7 (Karte)         | 1902                           | Bildprägender Bau von baugeschichtlicher Bedeutung, Bestandteil einer einheitlichen Baugesellschafts-Häuserzeile. Dreigeschossiger gelber Klinkerbau auf rustikalem dunklen Sockel, der Bau bekrönt mit dominantem zweigeschossigen geschweiftem Giebel mit Aufbau, sieben Achsen segmentbogiger Öffnungen, das Erdgeschoss durch helle Putzbänder waagerecht betont, kräftiges Gurtgesims trennt das Erdgeschoss von den Obergeschossen, hier jeweils nur ein Putzband sowie Dreiecksbekrönungen der Mittelachse. | 09246937 |
|                                         | Villenartiges Wohnhaus in offener Bebauung mit Einfriedung | Kuntzestraße 5 (Karte)          | 1902                           | Einfluss des sogenannten Landhausstils, baugeschichtlich von Bedeutung. Zweigeschossiger Putzbau auf unregelmäßigem Grundriss, Sockel Werksteinverkleidung, dominanter Seitenrisalit mit Triplefenstern in beiden Geschossen und mit Giebel in Zierfachwerk, zweiflügelige Fenster mit sprossengeteiltem Oberlicht, Segmentbogenfenster, Eingang seitlich mit Überdachung, Stichbogenportal mit Schlussstein, zweiflügelige Haustür mit Oberlicht, qualitätvoller Zaun mit Jugendstilverzierung. | 09246928 |
|                                         | Mehrfamilienhaus in offener Bebauung | Kuntzestraße 7 (Karte)          | 1930                           | Entworfen von Hermann Bornemann für Max Silberstein; konservative Architektursprache der 1920er Jahre, einige expressionistische Elemente. Zweigeschossiger Putzbau mit Walmdach (Biberschwanzdeckung), zweiachsiges Zwerchhaus, mittig angeordneter segmentbogiger Erker, darüber Balkon, Fensterläden wichtiges Gestaltungselement, Eingang seitlich, Putzstuckornamentik in spitzbogigen Feldern mit stilisierten Blumenornamenten. | 09246929 |
|                                         | Mietshaus in geschlossener Bebauung | Neundorfer Straße 86 (Karte)    | 1899                           | Repräsentatives historisierendes Gebäude der Stadterweiterung, baugeschichtlich von Bedeutung. Viergeschossiger roter Klinkerbau, Erdgeschoss und drittes Obergeschoss (dort seitlich und gekuppelt) mit Rundbogenfenstern, die anderen mit geradem Sturz, Erdgeschoss mit zentralem Eingang, darüber zweigeschossiger geputzter Erker (als gestaltete Vertikale) auf rechteckigem Grundriss und flach gedecktm mit Reliefs, Vorhangbögen und gedrehten Säulen, darüber im Dachbereich aufwändiger, bogig ansetzender und mit Tempelchen (darin Sonnenrelief) bekrönter Giebel mit Triplefenster, die Fenster mit Gussstein gerahmt, teils mit Dreiecksbekrönung, teils mit Bögen aus glasierten Steinen bekrönt. | 09246275 |
|                                         | Mietshaus in halboffener Bebauung | Neundorfer Straße 88 (Karte)    | 1899                           | Aufwändiger Bau des Späthistorismus mit Jugendstil-Applikationen, baugeschichtlich von Bedeutung. Viergeschossiger heller Putzbau mit porphyrfarbenen Gusssteinelementen (Fensterrahmungen, Erker), Erdgeschoss Rundbogenöffnungen, Eingang mit schmuckreichem Türblatt in der linken Achse, darüber polygonaler, reich jugendstilig verzierter Erker, der in Balkon endet, darüber Giebel mit Zierfachwerk und Kielbogendach, zweite Vertikale in der rechten Mitte der Schauseite auffällig betont mit verzierten und reich bekrönten Triplefenstern in jedem Geschoss, überfangen von mehrstufig spitz zulaufendem, teils gesprengtem Giebel mit Aufbau, über Eingang Eule, Tiermotive, Flora und Wappenschild. | 09246274 |
|                                         | Ehemalige Amtshauptmannschaft | Neundorfer Straße 96 (Karte)    | 1901–1903                      | Straßenbildprägendes, architektonisch qualitätvolles Bauwerk mit neobarocken Einflüssen, von baugeschichtlichem und ortsgeschichtlichem Wert. Architekten: Hempel und Baurat Gläser (1901–03). Zwei zweigeschossige Fassaden auf Werksteinsockel, mit je zwei dreigeschossigen Risaliten, polygonale Eckgestaltung mit zentralem Eingang (zweiflügelige Jugendstiltür) mit Freitreppe, Giebelrelief (sächsisches Wappen) und spitzem Polygonalhelm, Erdgeschoss mit rundbogigen Fenstern, zum Eckgebäude und in den verzierten, vasenbekrönten Risaliten gekuppelt, aufwändige barocke Bekrönung, im Erdgeschoss Putznutung, das Obergeschoss mit geraden Stürzen, überfangen im Dachbereich (Walmdach) mit rundbogigen Gaupen, großer Saal mit Spiegelgewölbe und Gemälde der Stadt Plauen, neobarock sind zum Teil nicht nur der Schmuck des Gebäudes, sondern auch seine langen, durch Risalite gegliederten strengen Fassaden. | 09246261 |
|                                         | Wohnhaus mit eingeschossigem Saalanbau (ursprünglich mit Gaststätte „Grüner Kranz“), in Ecklage in offener Bebauung                                                    | Neundorfer Straße 120 (Karte)   | 1892                           | Baugeschichtlicher und ortsgeschichtlicher Wert. Roter dreigeschossiger Klinkerbau mit 4:3 Achsen plus einer Achse des schräg gestellten Eckrisalits, eingeschossiger Saalanbau zur Seitenstraße, die Erdgeschosse über kräftigem Sockel mit einheitlicher Stein-Putzband-Gliederung, über Eingang in der Eckschräge der einachsige Risalit, der in flach pyramidengedecktem Dachhaus endet, die Hauptfassade überfängt mittig ein weiterer zweiachsiger Giebel in Renaissanceformen (mit Aufbau), drei stehende Gaupen auf der Schmalseite, Mansarddach, die Fenster einfach bekrönt. | 09246312 |
|                                         | Villa mit Einfriedung | Schmidstraße 20 (Karte)         | 1928                           | Zeittypische Formensprache, vor allem baugeschichtliche Bedeutung. Zweigeschossiger Putzbau auf rechteckigem Grundriss, symmetrisch an Straßenfront zwei eingeschossige, polygonale Erker im Erdgeschoss angeordnet, dazwischen halbrund vorspringender großer Balkon mit Steinbrüstung, im Obergeschoss Fensterklappläden mit Jalousie, umlaufendes Fensterbankgesims im ersten Obergeschoss, zurückhaltende Fassadendekoration, wichtige Gestaltungselemente sind Kubatur des Baukörpers, die Anordnung und Maßverhältnisse der Fenster sowie deren Gestaltung mit Sprossenteilung, Abschluss durch Walmdach mit großem, segmentbogenförmig abschließendem Dacherker, im Inneren noch zahlreiche Reste der festen Ausstattung wie Zimmer- und Zwischentüren mit entsprechenden Beschlägen und Drückergarnituren, Holztäfelung im Hausflur und in einigen Zimmern teilweise erhalten, weiterhin Holzbalkendecken sowie große zweiläufige Holztreppe mit originalem Holzgeländer, im Windfang und in Garderobe sowie in Oberlichtern des Wintergartens Bleiglasfenster, Einfriedung Naturstein und Holzzaun, an Haus Garage angebaut in gleicher Gestaltung, jedoch verändert, weiterhin auch baukünstlerischer Wert aufgrund der harmonischen, qualitätvollen Fassadengestaltung, nach Einzelentwurf erbaut, Villa wurde für den Plauener Textilfabrikanten Schwarz erbaut. | 09247335 |
| Weitere Bilder                          | Stadtpark Plauen mit ehemaligem Kaiser-Wilhelm-Hain und ehemaligem Bismarckhain (Sachgesamtheit)                                                                       | Stadtparkring (Karte)           | Um 1900                        | Sachgesamtheit Stadtpark Plauen, ehemaliger Kaiser-Wilhelm-Hain sowie ehemaliger Bismarck-Hain mit den Einzeldenkmalen: Stadtpark, Drachengrotte mit Lindwurm, Granitwassertrog und zwei Pechpfannen (siehe Einzeldenkmale 09300094), Rekonstruktion des Kriegerdenkmals für die Gefallenen des Regimentes 134 der König-Georg-Kaserne Plauen (siehe Einzeldenkmal 09246906) und ehemaliges Ehrenmal des Plauener Sängerbundes (Umgestaltung zum Schillergedenkstein, siehe Einzeldenkmal 09246905) sowie dem Sachgesamtheitsteil: Reste des Kaiser-Wilhelm-Denkmals; Anlagen von stadtgeschichtlicher, gartengeschichtlicher, gartenkünstlerischer und landschaftsgestaltender Bedeutung | 09246904 |
| Weitere Bilder                          | Drachengrotte mit Lindwurm (Einzeldenkmal der Sachgesamtheit 09246904)                                                                                                 | Stadtparkring (Karte)           | Um 1900 (Stadtpark und Grotte) | Einzeldenkmal innerhalb des Stadtparks (zusammen mit Granittrog und Pechpfannen); künstlerische bzw. sozialgeschichtliche Bedeutung. Mit diesem Zierbrunnen wird an die bekannten Sagen von den Lindwürmern zu Syrau und zu Kürbitz symbolisch erinnert. Im Frühjahr 1901 verwirklichte der Gemeinnützige Verein die Drachengrotte für 4.900 Mark auf eigene Kosten. Dieser Verein empfand es als Mangel, dass in den städtischen Parks wenig „lebendiges“ Wasser vorhanden war. Auf den Vorschlag von Oberförster Mauksch wurde die Grotte in den Tenneraanlagen unterhalb des Kaiser-Wilhelm-Hains erstellt, denn die dort vorhandenen Felsspalten bildeten eine günstige Ausgangsbasis für dieses Vorhaben. Es mussten Sprengungen vorgenommen werden, um den Drachen aufstellen zu können. Die Grotte, 1901 von Richard Kohn geschaffen, wurde mit Natursteinen ausgebaut und vom Stadtgärtner bepflanzt. Das Wasser, das dem Drachen aus dem Rachen quillt, entspringt einer Waldquelle oberhalb des Kaiser-Wilhelm-Hains in der Nähe des Bahndamms. Die Weihefeier fand am 1. September 1901 statt. Versuche, Fische im Bassin unter der Grotte anzusiedeln, schlugen fehl. | 09300094 |
| Weitere Bilder                          | Granitwassertrog (Einzeldenkmal der Sachgesamtheit 09246904) | Stadtparkring (Karte)           | 19. Jahrhundert                | Einzeldenkmal innerhalb des Stadtparks (zusammen mit Drachengrotte und Pechpfannen); künstlerische bzw. sozialgeschichtliche Bedeutung. Aus ländlichen Regionen umgesetzter großer Granitwassertrog mit Initialen, Standort nahe Bachlauf neben der Brücke. | 09300094 |
| Weitere Bilder                          | Zwei Pechpfannen (Einzeldenkmal der Sachgesamtheit 09246904) | Stadtparkring (Karte)           | 19. Jahrhundert                | Einzeldenkmal innerhalb des Stadtparks (zusammen mit Drachengrotte und Granittrog); künstlerische bzw. sozialgeschichtliche Bedeutung. Zwei Griebenherde, aus ländlicher Region stammende Pechpfannen, Standort nahe der Drachengrotte. | 09300094 |
| Weitere Bilder                          | Denkmal für die im Ersten Weltkrieg gefallenen Mitglieder des Plauener Sängerbundes, später Schillerdenkmal (Einzeldenkmal der Sachgesamtheit 09246904)                | Stadtparkring (Karte)           | 1922                           | Einzeldenkmal innerhalb des Stadtparks; Teil der Sachgesamtheit Stadtpark Plauen (siehe obj.09246904), von stadtgeschichtlicher Bedeutung. Der Plauener Sängerbund errichtete dieses Ehrenmal für seine im Ersten Weltkrieg gefallenen Mitglieder. 1920 genehmigte der Stadtrat die Aufstellung des Denkmals am Rande des Hindenburgringes (heute Stadtparkring). Es bestand aus einem 30 Tonnen schweren Stein, der in der Nähe der Holzmühle gefunden wurde, und einer Bronzetafel, in deren oberen Bereich ein gefallener Kämpfer dargestellt war. In der einen Hand hielt er eine zerborstene Leier, in der anderen den Knauf eines Schwertes. Darunter stand der Anfang des Liedes „Stumm schläft der Sänger“. Im unteren Teil der Tafel waren alle 119 gefallenen Sänger genannt, die den 24 Gesangsvereinen des Plauener Sängerbundes angehörten. Über der Tafel ein mächtiger bronzener Adler. Darüber war noch ein Eisernes Kreuz angebracht. Am 28. Mai 1922 wurde dieses Ehrenmal feierlich eingeweiht. 1946 entfernte man nach einer Anweisung der Landesverwaltung Sachsen die Gedenktafel, den Adler und das eiserne Kreuz. Der kahle Stein mit den Schieferstufen blieb übrig. 1959 ließ die Kreisleitung des Kulturbundes den Natursteinblock zum 200. Geburtstag Friedrich Schillers neu gestalten. Man brachte eine Tafel mit dem Zitat aus Schillers Wilhelm Tell „Wir sind ein Volk und einig woll'n wir handeln“ an. Am 5. März 1996 wurde das Ehrenmal in der Liste der Kulturdenkmäler der Stadt Plauen erfasst. | 09246905 |
| Weitere Bilder                          | Rekonstruktion des Kriegerdenkmals für die im Ersten Weltkrieg Gefallenen des Regiments 134 der König-Georg-Kaserne Plauen (Einzeldenkmal der Sachgesamtheit 09246904) | Stadtparkring (Karte)           | 1922                           | Einzeldenkmal innerhalb des Stadtparks; zur Sachgesamtheit Stadtpark gehörendes Denkmal von stadtgeschichtlicher Bedeutung. Ziegelkern mit grauen Granitplatten sowie Plastiken, wahrscheinlich zwei weibliche Figuren mit Lorbeerkranz, die ursprünglich die Anlage flankierten. Dieses Ehrenmal ist den im Ersten Weltkrieg gefallenen Angehörigen des ehemaligen 10. Königlich-Sächsischen Infanterieregiments Nummer 134 gewidmet, dem auch viele Plauener angehörten. Es wurde vom Denkmalausschuss des Offiziersvereins des 134er-Regiments und Militärvereinen ehemaliger 134er zu Plauen, Leipzig, Dresden, Chemnitz und Limbach errichtet. Die Stadt Plauen stellte dazu im August 1921 einen Platz am Hindenburgring (heute Stadtparkring), im unteren Teil des Bismarckhains zur Verfügung und gewährte 10 000 Mark aus der städtischen Kasse. Das 7 Meter hohe Denkmal bestand aus einem Ziegelkern verkleidet durch Granitblöcke, denen der Plauener Bildhauer Max Pfeiffer-Quandt Gestalt gab. An allen vier Seiten wurde je ein Relief mit verschiedenen mahnenden Motiven und Worten in den Stein gehauen. Das rückwärtige Relief zeigte zwei kämpfende Männer, die Vorderseite den Tod zweier Helden. Dazwischen auf der linken Seite war eine trauernde Frau dargestellt und auf der rechten Seite eine Frau, die hoffnungsvoll aufwärts blickt. Darüber hatte man in Stein die Worte „Trauert in ernstem Gedenken“ und die Mahnung „Hoffet in treuer Arbeit“ gemeißelt. Auf der Vorderseite war eine Widmung angebracht, mit folgenden Worten: „Den toten 134ern des Weltkrieges geweiht – 18. Juni 1922“. Zur Weihefeier am 18. Juni 1922 übergab man das Denkmal in die Obhut der Stadt Plauen. Da es ein Kriegsdenkmal war, musste es, wie der Sängergedenkstein gemäß der Rundverfügung der Landesverwaltung Sachsen vom 17. Mai 1946, beseitigt werden. Es wurde daraufhin 1946, nach leichten Kriegsschäden, vollends zerstört. Nachdem die Teile des zerstörten Denkmals lange Zeit im Bismarck-Hain lagen, wurde es im Jahre 2005 durch den Steinmetz-Bildhauermeister Andreas Zacher aus Plauen im Auftrag der Stadt und des Kiwanis Club Plauen denkmalgerecht restauriert und wiedererrichtet. | 09246906 |
| Weitere Bilder                          | Doppelmietshaus in offener Bebauung | Streitsberg 4, 5 (Karte)        | 1903                           | Durch Lage und Größe dominanter Jugendstilbau von baugeschichtlicher und ortsbildprägender Bedeutung. Durch den Architekten Alfred Dressel erbautes Mietshaus, welches zu einer gleich gestalteten Hausgruppe gehört. Die Hausgruppe erhebt sich burgartig über einem Felsen oberhalb der Stadt und prägt hierdurch und durch seine Baumassen und Gestaltung das Ortsbild maßgeblich. Der dreigeschossige Putzbau mit Jugendstildekorationen ist aufwendig gestaltet und gehört zu den architektonisch anspruchsvollsten Jugendstilhäusern Plauens. Die Fassade wird durch Vor- und Rücksprünge von Risaliten, Strebepfeilern und Loggien geprägt. Durch unterschiedliche Fensterformate und den Wechsel von Putz und Werkstein entstand eine abwechslungsreiche Fassade. Zusätzlich wird das Gebäude durch Stufengiebel, Zierfachwerk und eine Sonnenuhr dekoriert. Die Wirkung der Jugendstiltür und der ursprünglich gesprossten Fensteroberlichter ist für das Erscheinungsbild des Hauses von großer Bedeutung. Der qualitätvollen Fassadenausbildung entspricht auch die anspruchsvolle Innenausstattung, welche noch gut erhalten ist. Der Denkmalwert ergibt sich aus der städtebaulichen, baukünstlerischen sowie baugeschichtlichen Bedeutung des Hauses. | 09246908 |
|                                         | Ruinen der alten Burg Dobenau und der ehemaligen St.-Wolfgangs-Kapelle                                                                                                 | Tennera (Karte)                 | Anfang 14. Jahrhundert         | Die Reste der frühmittelalterlichen Burg Dobenau und die daraus im 15. Jahrhundert errichtete, dem Hl. Wolfgang (Patron des Bergbaus) gewidmete Kapelle, gehören zu den ältesten Kulturdenkmalen des Vogtlandes. Sie befinden sich zwei Kilometer nordwestlich der Plauener Altstadt auf einem zum Syrabachtal hin abfallenden Felsen. Die Wehranlage in Form eines Ovalrings (35 × 21 m) existierte bis kurz nach 1300 und schützte die alte Straße Richtung Elsterberg. Aus dem Material der Burg wurde 1470 die gotische Kapelle errichtet, welche bereits im Bauernkrieg 1525 wieder zerstört und nicht wieder aufgebaut wurde. Ihre Maße betrugen ca. 14 × 8 m (Langschiff) und 8 × 5 m (Chor) bei einer Mauerstärke von ca. 1,30 m. Am östlichen Ende der ehemaligen Wehranlage entstand nach 1536 durch die Bürger Nickel Thuesmar, Kilian Rodersdorf und Hans Pader ein Wohnhaus als Fachwerkständerbau und ein Wirtschaftshof, das Dobenaugut. Dieses wurde 1945 zerstört. | 09246903 |
|                                         | Schmuckplatz: Hermannplatz | Weisestraße (Karte)             | Zwischen 1909 und 1922         | Kreisförmige Platzanlage innerhalb eines Villengebietes, offensichtlich auf der Grundlage eines Bebauungsplanes in ein Villengebiet integrierte zeittypische Grünanlage, von stadtentwicklungsgeschichtlicher und städtebaulicher Bedeutung. Kreisförmige Anlage, diagonale sandgeschlemmte Zugangswege münden in einen kreisförmigen Weg, der eine zentrale Sitzfläche mit Wiesenumrandung einschließt, abwechslungsreiche Kleinanlage mit Busch- und Baumgruppen, Wege mit Theumaer Schiefer eingefasst. | 09301724 |
|                                         | Villa mit straßenseitiger Einfriedung | Weisestraße 4 (Karte)           | 1911                           | Putzbau im Reformstil, baugeschichtliche Bedeutung. Zweigeschossiger Putzbau von annähernd quadratischem Grundriss, leicht vorspringende Risalite, Walmdach mit großem Dachhauseinschnitt (hier Satteldach), Putzstuckdekor, Lisenen, Gesimse, Erker, Rundfenster am Giebeldreieck, Rechteckfenster, zurückhaltende Fassadendekoration, Fenster und Haustür original, Eingang überdacht. Einfriedung Ziegelmauerwerk verputzt, Eisengitter. | 09246951 |
|                                         | Villa mit straßenseitiger Einfriedung | Weisestraße 8 (Karte)           | 1912                           | Zeittypischer Putzbau mit Einflüssen des Reformstils, baugeschichtliche Bedeutung. Zweigeschossiger Putzbau mit dominantem Mansarddach, darin der kupfergedeckte Helm des Eckturms (halbrunder Erker), zum Teil die Öffnungen bekrönender oder begleitender aufwändiger Stuckdekor, Gurtgesims teilt optisch die Geschosse, ursprünglich mit Fensterläden, Eingangsüberdachung vereinfacht. | 09246952 |
|                                         | Villa | Weisestraße 12 (Karte)          | 1912                           | Architektonisch anspruchsvoller Putzbau von baugeschichtlicher Bedeutung. Zweigeschossiger Putzbau mit kräftiger Kolossalpilastergliederung, die sich an der Seite wiederholt, tief heruntergezogenes Mansarddach mit halbem Schopf und bekrönende Gaupe mit Walmdach, zurückhaltender Putzstuckdekor (Schmuckmedaillons), zentrale schöne Haustür wahrscheinlich teilweise erneuert, Fenster im originalen Sinne, 1943 Anbau einer Wagenhalle. | 09246953 |
| Direkt Bild zu diesem Denkmal hochladen | Villa und Villengarten | Weisestraße 16 (Karte)          | 1913                           | Als zeittypischer Putzbau mit Einflüssen des Reformstils von baugeschichtlicher Bedeutung, ebenso der Villengarten, als langjährige Wohnstätte der Stickereifabrikanten Surmann von ortsgeschichtlicher Bedeutung | 09301723 |
|                                         | Ehemaliges Fabrikationsgebäude für Stickerei, Spitze und Konfektion | Weststraße 56 (Karte)           | 1912                           | Gleiche Gestaltung wie Nachbarhaus Friedensstraße 30, mit diesem eine Einheit bildend, siehe Karlstraße. 1912 Neubau eines Fabrikgebäudes (Erweiterung) durch Firma Johannes Singer (Fabrikation von Spitze, Stickerei und Konfektion), 1934 Firma Grünewald, Windmüller & Co. (Gardinenfabrik), 1935 Gerit van Delden (Verkaufszentrale der Falkensteiner Gardinenweberei und Bleicherei Kley van Delden). Dreigeschossiger Massivbau auf Souterrain (Stahlbetonskelett), verputzt, mit zweigeschossigem Zwerchhaus, risalitartig hervortretend, Sockelgeschoss natursteinverkleidet, mit korbbogenartigem Haupttor bzw. -eingang, straff gegliederte Fensterachsen, Sattel- und Mansarddach mit Gaupen. | 09246914 |
|                                         | Ehemaliges Wohn- und Geschäftshaus | Weststraße 58 (Karte)           | 1912                           | Repräsentativer, architektonisch qualitätvoller Putzbau, vor allem baugeschichtliche Bedeutung. Viergeschossiger Massivbau auf Werkstein-Souterrain, überfangen von zweigeschossigem Voluten-Renaissancegiebel und weiter akzentuiert durch zentralen halbrunden fünfachsigen Erker, der über dem Hochparterre ansetzt und sich dreigeschossig bis zur Traufe erstreckt, zwischen zweitem und drittem Obergeschoss sehr kräftiges Gurtgesims, das um den Erker läuft, kannelierte Säulen flankieren Hauseingang, originale Haustüren, Ziervergitterungen, Reliefs mit floralen und figuralen Ornamenten am Sockelgeschoss, Hausflur mit tonnengewölbter Kassettendecke, Fenster der rechten Achse liegend und größer, interessantes Wand-Öffnungs-Verhältnis. | 09246915 |
|                                         | Mietshaus in geschlossener Bebauung | Weststraße 60 (Karte)           | 1909                           | Einflüsse des Reformstils, repräsentativ, baugeschichtlich von Bedeutung. Dreigeschossiger Putzbau, das bossierte Sockelgeschoss mit dem segmentbogigen Hochparterre zusammengefasst, rustikal eingefasster Eingang seitlich, die Glattputz-Obergeschosse bekrönt von zentralem Dreiecksgiebel (Dachgeschoss) und zusammengefasst von dreigeschossigem polygonalem Erker mit flacher Haube, der bis in die Giebelzone ragt, Putzstuckreliefs, farbige Glasfenster, originale Haustür, zwei Reihen neuer Schleppgaupen. | 09246916 |
| Weitere Bilder                          | Friedensschule mit Turnhalle und Einfriedung | Weststraße 64 (Karte)           | 1908–1909                      | Vielgestaltige Reformarchitektur, ortsgeschichtliche und baugeschichtliche Bedeutung. Drei heterogene Baukörper, in Reihe um Hof mehrfach abgeknickt, dreigeschossige Putzbauten mit schiefergedeckten Walmdach, Satteldach und Krüppelwalmdach, letzteres mit Dachreiter (Uhrenturm mit Laterne) und Dachhäusern akzentuiert, im Knick viergeschossiger Treppenturm mit Portikus und Kegeldach, die Fassaden ansonsten vergleichsweise sachlich und ohne Applikationen, Gliederung aber durch Risalite, Altane und Apsis, Fenster sowohl bogig als auch mit geradem Sturz, Sockelgeschoss mit originaler Ziervergitterung. | 09246910 |
|                                         | Ehemaliges Fabrik- und Handelsgebäude, heute Verwaltungsgebäude | Weststraße 73 (Karte)           | 1912                           | Repräsentativer dreigeschossiger Putzbau des Reformstils, wirtschaftsgeschichtlich und baugeschichtlich von Bedeutung. 1911/12 Neubau eines Wohn- und Geschäftshauses durch Fabrikant Franz Geyer, 1940 Staatliches Eichamt, Anbau Eichraum, 1972 Verwaltungsgebäude Bezirksdirektion Straßenwesen, nach 1990 Straßenbauamt Plauen und Wohnungen, dreigeschossiger Massivbau, das Erdgeschoss mit Sandstein verkleidet, über Gurtgesims zwei Obergeschosse verputzt mit Lisenengliederung, leicht überstehendes Mansardwalmdach mit vierachsigem dominantem Dachhaus, an Hausecke polygonaler Erker (Welsche Haube mit Bekrönung) ins Dachgeschoss hineinreichend, Putzfelder unter Fenstern, ausgewogen gestalteter Bau mit regelmäßiger Fassadengliederung, Türüberdachung. | 09246912 |

## Ehemalige Denkmäler
| Bild | Bezeichnung  | Lage                      | Datierung | Beschreibung                              | ID |
| ---- | ------------ | ------------------------- | --------- | ----------------------------------------- | -- |
|      | Wohnhaus     | Friedensstraße 33 (Karte) |           | Nach 2009 von der Denkmalliste gestrichen |    |
|      | Villengarten | Weisestraße 16 (Karte)    | Um 1910   | Nach 2009 von der Denkmalliste gestrichen |    |

## Tabellenlegende
- Bild: Bild des Kulturdenkmals, ggf. zusätzlich mit einem Link zu weiteren Fotos des Kulturdenkmals im Medienarchiv Wikimedia Commons. Wenn man auf das Kamerasymbol klickt, können Fotos zu Kulturdenkmalen aus dieser Liste hochgeladen werden:
- Bezeichnung: Denkmalgeschützte Objekte und ggf. Bauwerksname des Kulturdenkmals
- Lage: Straßenname und Hausnummer oder Flurstücknummer des Kulturdenkmals. Die Grundsortierung der Liste erfolgt nach dieser Adresse. Der Link (Karte) führt zu verschiedenen Kartendiensten mit der Position des Kulturdenkmals. Fehlt dieser Link, wurden die Koordinaten noch nicht eingetragen. Sind diese bekannt, können sie über ein Tool mit einer Kartenansicht einfach nachgetragen werden. In dieser Kartenansicht sind Kulturdenkmale ohne Koordinaten mit einem roten bzw. orangen Marker dargestellt und können durch Verschieben auf die richtige Position in der Karte mit Koordinaten versehen werden. Kulturdenkmale ohne Bild sind an einem blauen bzw. roten Marker erkennbar.
- Datierung: Baubeginn, Fertigstellung, Datum der Erstnennung oder grobe zeitliche Einordnung entsprechend des Eintrags in der sächsischen Denkmaldatenbank
- Beschreibung: Kurzcharakteristik des Kulturdenkmals entsprechend des Eintrags in der sächsischen Denkmaldatenbank, ggf. ergänzt durch die dort nur selten veröffentlichten Erfassungstexte oder zusätzliche Informationen
- ID: Vom Landesamt für Denkmalpflege Sachsen vergebene, das Kulturdenkmal eindeutig identifizierende Objekt-Nummer. Der Link führt zum PDF-Denkmaldokument des Landesamtes für Denkmalpflege Sachsen. Bei ehemaligen Kulturdenkmalen können die Objektnummern unbekannt sein und deshalb fehlen bzw. die Links von aus der Datenbank entfernten Objektnummern ins Leere führen. Ein ggf. vorhandenes Icon  führt zu den Angaben des Kulturdenkmals bei Wikidata.

## Ausführliche Denkmaltexte
1. ↑  Stadtpark:

Mit der extremen Zunahme der Bevölkerung zwischen 1860 und 1912, die durch den industriellen Aufschwung in Plauen mit der Entwicklung der Textil- und Spitzenindustrie und den Zuzug vieler Arbeiter und ihrer Familien zustande kam, wuchs in der Bevölkerung das Bedürfnis nach Ruhe und Erholung in der Natur. Somit mussten mit der lebhaften Bautätigkeit auch entsprechende Anlagen geschaffen werden. Bereits vor Anlegung des eigentlichen Stadtparks wurde damit begonnen, die an den Stadtpark angrenzenden Randgebiete wie den „Großen Tenneraberg“, den „Kaiser-Wilhelm-Hain“ und den „Bismarckhain“ anzulegen und zu gestalten. Das Gelände des heutigen Stadtparks setzte sich einst aus Ziegelei- und Wiesengrundstücken, Ackerland und ursprünglich zwei Teichen zusammen. Diese Grundstücke waren unter dem Namen „TENNERA“ bekannt. Die Bezeichnung stammt von den ehemaligen Besitzern, den „Tenner's“, ab, die von jeher in Plauen ansässig waren. Zu den Tenneragrundstücken gehörten unter anderem ein Vorwerk (Landwirtschaftsbetrieb) und eine Ziegelei. In den 1950er-Jahren wurden gegenüber der Drachengrotte zwei Griebenherde aus Oberlosa aufgestellt. Mit Hilfe dieser Pechpfannen hat man aus harzreichem Holz Pech hergestellt.
  - 1886 kaufte die Stadt PIauen unter Oberbürgermeister Oskar Theodor Kuntze das unterhalb des Kaiser-Wilhelm-Hains gelegene Ziegeleigrundstück.
  - 1892 wurde das Kaiser-Wilhelm-Denkmal am 2. September zu Ehren des deutschen Regenten eingeweiht. 1901 brachte man nachträglich einen bronzenen Lorbeer- und Eichenkranz sowie eine Krone an.
  - 1893 begann die Stadt durch eine Geldspende das Grundstück zu entwässern, zu beschleusen und Wege anzulegen. Innerhalb von sechs Jahren war die Summe in Höhe von 9000 Mark verbraucht und somit die erste Hürde zur Anlegung des Stadtparks überwunden.
  - 1901 errichtete der Gemeinnützige Verein auf eigene Kosten in den Tenneraanlagen unterhalb des „Kaiser-Wilhelm-Hains“ eine Brunnenanlage, die so genannte „Drachengrotte“. Die Weihefeier fand am 1. September statt.
  - 1902 wurde ein Preisausschreiben zur Erlangung von Plänen zur Aus- und Umgestaltung des Kaiser-Wilhelm-Hains und der angrenzenden Tenneragrundstücke zu einem einheitlichen Stadtpark durchgeführt. Der erste Preis ging an den Düsseldorfer Gartenarchitekten Reinhold Hoemann. Sein Entwurf mit dem einleitenden Spruch „Die Kunst kann nie die Wirklichkeit erreichen und siegt Natur, so muss die Kunst entweichen“ diente als Grundlage für die Ausarbeitung eines Arbeitsplanes mit einem Gesamtkostenanschlag von 124 000 Mark. In Anbetracht der hohen Kosten wurde zuerst nur der Teil des ehemaligen Ziegeleigrundstücks im Tenneragebiet bearbeitet. 1904 bewilligte der Stadtgemeinderat dazu 60 000 Mark. Nun konnte mit den Erdarbeiten begonnen werden.
  - 1903 errichtete der Gemeinnützige Verein am Teich ein Vogelhaus. Später kam noch eine zweite Voliere dazu. Die untere Voliere steht heute nicht mehr. Der Rundkäfig wurde 2003 wegen baulicher und hygienischer Mängel beseitigt.
  - 1906 wurde der Stadtpark am 26. August noch unvollendet der Öffentlichkeit übergeben. Weitere Arbeiten zogen sich bis 1910 hin. Aus zwei kleineren Weihern, die zu einem Teich zusammengelegt wurden, entstand der Stadtparkteich (damals auch Tennerateich genannt). Des Weiteren wurden Wege und weite Rasenflächen, sowie Laub- und Nadelholzgruppen angelegt und gepflanzt.
  - 1909 begann man mit dem Bau der Verbindungsstraße zwischen Kauschwitzer- und Kuntzestraße, des sogenannten „Parkrings“. Für 50 000 Mark wurde sie von Arbeitslosen als Notstandsarbeit errichtet.
  - 1921 erhielt der „Parkring“ den Namen „Hindenburgring“, 1945 „Dr.-Rudolf-Friedrichs-Ring“, und 1991 nach der Wiedervereinigung bekam er seinen alten Namen „Stadtparkring“ zurück.
  - 1922 wurde das „Ehrenmal des Plauener Sängerbundes“ am 28. Mai eingeweiht. Es erinnert an die im Ersten Weltkrieg gefallenen Mitglieder. Am 18. Juni fand die Weihefeier für das „Ehrenmal der Gefallenen 134er“ statt. Gewidmet war es den im Ersten Weltkrieg gefallenen Angehörigen des ehemaligen 10. Königlich-Sächsischen Infanterieregimentes Nummer 134, dem auch viele Plauener angehörten.
  - 1923 wurde das Tenneraasyl, ein Armenhaus, durch ein Nebengebäude erweitert.
  - 1924 errichtete man im „Kaiser-Wilhelm-Hain“ oberhalb des „Hindenburgrings“ eine Musikhalle für Konzerte.
  - 1925 entstand für die Konzertbesucher gegenüber der Halle, unterhalb des „Hindenburgrings“, ein Ruheplatz mit Stühlen.
  - 1926/27 sowie 1931 mussten große Geländestreifen des „Kaiser-Wilhelm-Hains“ an die Reichsbahn      zur Erweiterung des Oberen Bahnhofs abgetreten werden. Es wurde ein neuer Bahndamm angelegt.
  - 1929 wurde eine Milchhalle auf dem Ruheplatz gegenüber der Musikhalle erbaut.
  - Von September 1933 bis Mai 1945 trug der Stadtpark den Namen „Adolf-Hitler-Park“.
  - 1933/1934 errichtete die Stadt am Wolfsbergweg ein Zweifamilienhaus für den Stadtgärtner und einen städtischen Arbeiter für 20 000 Reichsmark.
  - 1936 baute der hiesige Aktienbrauverein die Gaststätte „Tennera“ um.
  - 1938/39 entstand im Auftrag des Stadtbauamtes ein Schwanenhaus am nördlichen Ufer des Stadtparkteiches.
  - 1941 wurden am 24. Juni durch den Reichsstatthalter zu Sachsen, der Landesregierung und der Landesforstverwaltung der Stadtpark und das Syratal unter Landschaftsschutz gestellt.
  - 1945 wurde der Stadtpark bei der Bombardierung, vor allem am 5. April, stark beschädigt. Dabei gingen auch wertvolle Gehölze verloren. Am Ende des Krieges hatte der Park 95 Bombentrichter aufzuweisen.
  - 1953 setzte man zum 150. Geburtstag Julius Mosens sein Denkmal von der unteren Reichsstraße an den Stadtparkring um (steht heute wieder im Stadtzentrum, oberhalb des Nonnenturms).
  - 1959 erhielt der Stadtparkteich einen Springbrunnen. Die Kreisleitung des Kulturbundes ließ den Natursteinblock des ehemaligen Ehrenmals des Plauener Sängerbundes zum 200. Geburtstag Friedrich Schillers neu gestalten (Schillergedenkstein).
  - Zwischen 1960 und 1974 gestaltete man durch den Bau des Parktheaters den westlichen Teil des Stadtparks vollkommen um. Bis 1960 bildete eine Festwiese den Mittelpunkt dieses Parkteils. Seit 1955 fand hier das alljährliche Spitzenfest statt. Vor einigen Jahren wurde dieses Fest in die Innenstadt verlegt. Auch in späteren Jahren wurden noch zahlreiche Veränderungen vorgenommen, so entstand 1978 eine Kinderbühne, 1989 ein Funktionalgebäude mit Tonstudio und 1991/92 ein Abenteuerspielplatz.
  - 1975 wurde ein Brunnentrog aus Granit an den Wegrand nördlich des Parkteiches umgesetzt. Ursprünglich stand er an der Hammermühle nordöstlich von Wiedersberg, die beim Bau der Feilebachtalsperre abgerissen wurde.
  - 1979 wurde die Bronzeplastik „Sankt Georg zu Pferde im Kampf mit dem Drachen“ am 27. Oktober im Stadtpark unweit der Drachengrotte aufgestellt. Ursprünglich zierte dieser Reiter ein Kriegerdenkmal im Hofe des Landgerichts beim ehemaligen Schloss.
  - 1996 wurde der Stadtpark am 5. März einschließlich Stadtparkring in genau bezeichneten Grenzen durch das Landesamt für Denkmalpflege unter Denkmalschutz gestellt.

Beschreibung des Parks:
Der Stadtpark ist ein Landschaftspark, der nach englischem Vorbild gestaltet wurde. Sinnvoll angeordnete, geschwungene Wege, wohl angelegte Laub- und Nadelbaumgruppen, weite, naturnah belassene bunte Wiesen, ein unregelmäßig verlaufendes Teichufer sowie die Drachengrotte und die Denkmäler sind Merkmale dafür. Typisch für solch einen Landschaftspark sind auch die günstigen Sichtbeziehungen von vielen Punkten des Parks. Baum- und Strauchgruppen befinden sich überwiegend an Wegkreuzungen. Die angrenzenden Haine dagegen sind ziemlich zugewachsen. Besonders während der „unbelaubten“ Zeit bietet sich vom Teich aus ein guter Blick über den Park. Der Stadtpark enthält rund 1200 Bäume unterschiedlichen Alters. Laubgehölze sind mit rund 70 Arten von Bäumen und baumartigen Sträuchern in 1000 Exemplaren, Nadelgehölze mit etwa 20 Arten in 200 Stück vertreten. Außerdem gibt es noch unterschiedliche Sorten, die sich durch Wuchsform, Größe, Blattform und -farbe von der Normalform unterscheiden. Es wurden auch fremdländische Gehölze gepflanzt, so zum Beispiel aus Süd- und Südosteuropa, Vorderasien, Nordamerika, Sibirien, China und Japan. Auf dem Gebiet findet man eine große Vielfalt an wild wachsenden Wiesen- und Waldpflanzen. Sie machen 37,5 % von diesen Pflanzen auf dem Plauener Territorium aus und das auf einer Fläche, die nur 0,32 % von der Stadt einnimmt. Im Jahre 1988 gab es 244 Arten. Der Park bietet mit seiner relativ vielschichtigen Biotopausstattung Lebensraum für eine ganze Reihe von Tierarten.

Sachgesamtheitsteile im Park:
  - Teich (Sachgesamtheitsteil): Der Stadtparkteich bildet den lebendigen Teil und den Mittelpunkt des Parks. Bei dessen Anlegung wurden zwei benachbarte kleine Weiher, die Tennerateiche, zu einem großen Teich zusammengeschlossen. Gespeist wird der Teich von zwei kleinen Bächen, deren Quellen im Park entspringen. Kurz nach der Fertigstellung setzte der Gemeinnützige Verein Enten und Schwäne im Park aus. 1938/39 wurde ein Schwanenhaus am nördlichen Ufer des Teiches errichtet, da der alte Schuppen der Tiere am Tenneraasyl verfallen war. Zu Pfingsten 1903 baute der Gemeinnützige Verein am Tennerateich ein Vogelhaus. Später wurde noch eine zweite Voliere errichtet. Die untere runde Voliere wurde 2003 wegen baulicher und hygienischer Mängel beseitigt. 1959 erhielt der Stadtparkteich einen Springbrunnen. Nördlich des Teiches steht seit 1975 ein Brunnentrog aus Granit mit Quellfassung. Dieser funktioniert heute nicht mehr. Zuvor stand er an der Hammermühle nordöstlich von Wiedersberg, die beim Bau der Feilebachtalsperre abgerissen wurde. Ab Beginn der 1970er-Jahre bis Mitte der 1980er-Jahre wurde am Teich eine Ausleihstation für Wintersportgeräte betrieben. Der Stadtparkteich ist mit einer Fläche von 1,25 ha einer der größten Teiche in der Stadt.
  - Reste des Kaiser-Wilhelm-Denkmals (Sachgesamtheitsteil): Dieses Denkmal wurde 1892 noch vor Anlegung des Stadtparks zu Ehren des deutschen Regenten im Kaiser-Wilhelm-Hain errichtet. Es bestand aus einem ca. 18 Tonnen schweren Diabasblock aus Tauschwitz. Aus Bronze wurde daran ein Medaillonbild des Kaisers angebracht, gekrönt von einem Adler, nach einem Entwurf von Professor Rauch. Der Künstler des Medaillonbildes ist unbekannt. Am 2. September 1892 wurde das Denkmal eingeweiht. 1901 brachte man nachträglich einen bronzenen Lorbeer- und Eichenkranz um das Medaillon an und darüber eine Krone. Ab dem Jahr 1940 mussten aufgrund einer Verordnung alle Denkmäler mit Kupfer- und Bronzeteilen an die Reichsstelle für Metalle gemeldet werden. Sie wurden dringend als Rüstungsreserve benötigt. Auf eine Entscheidung des sächsischen Reichsstatthalters entfernte man die Bronzeteile des Denkmals im März 1943. Diese lagerten einige Zeit auf dem Bauhof in der Pausaer Straße. Sie kamen jedoch nie zur Einschmelzung. Seit dem Ende des Zweiten Weltkrieges werden sie im Vogtlandmuseum aufbewahrt. Der Diabasblock steht noch heute im Kaiser-Wilhelm-Hain.